# 笹井さじ
笹井 さじ（ささい さじ）は、日本のイラストレーター。
主にコットンソフトやねこねこソフトのゲームの原画やグラフィックを担当している。繊細なタッチで躍動感あふれるイラストを描く。
『ナギサの』にて初めてメインヒロインを手掛けた。また、『なつくもゆるる』では、単独で原画を務めた。

## 作品リスト

### 原画
- レコンキスタ（コットンソフト）
- ナギサの（コットンソフト）[1]
- そらいろ（ねこねこソフト）
- ぐらタン（コットンソフト）
- あかときっ!-夢こそまされ恋の魔砲-（エスクード）
- アクロウム・エチュード Canvas4（F&C FC01）
- White 〜blanche comme la lune〜（ねこねこソフト）
- あかときっ!!-花と舞わせよ恋の衣装-（エスクード）
- ゆきいろ 〜空に六花の住む町〜（ねこねこソフト）[1]
- はるまで、くるる。（すみっこソフト）[1]
- なつくもゆるる（すみっこソフト）[1]
- プリズム・プリンセス 〜ふたりの姫騎士と股間の紋章〜（ぱじゃまソフト）
- すみれ（ねこねこソフト）
- あきゆめくくる（すみっこソフト）

### イラスト
- 電撃PC [超解]Excelたん（アスキー・メディアワークス）[2]
- 電撃PC ［超解］ググるたん（アスキー・メディアワークス）[3]
- 人見知り部は健全です[1]（佐野しなの/著 電撃文庫）
- ゆず・ぱら
- カコ☆タマ
- 村長スキルで異世界まったり生活も余裕ですか？（櫂末高彰/著 ダッシュエックス文庫）